# Red Nichols
Red Nichols (Ogden, 1905. május 8. – Las Vegas, 1965. június 28.) amerikai kornettes, trombitás, zeneszerző, zenekarvezető.

## Pályafutása
Nichols apja egyetemi zenetanár volt. Ernest Loring Nichols maga pedig állítólag csodagyerek volt. A hajszíne miatt becéztek vörösnek. Zenetanár édesapjától kapott széleskörű zenei oktatást. Tizenkét évesen már nehéz darabokat játszott apja fúvószenekarában.
Az Original Dixieland Jass Band korai felvételei, és Bix Beiderbecke felvételei nagy hatással voltak rá.
A The Syncopating Five együttesben kezdte profi pályafutást. 1923-ban New Yorkba költözött. Az 1920-as évek során több mint 4000 felvételen vett részt, többek között a California Ramblersszel.
Számtalan felvétele közül, melyek turnéira születtek, legismertebb a Red Nichols, a Washboard Blues és Five Pennie. Ezekkel 1927-ben ért el sikert a Billboard Top 30-on. 1927-es a Someday, Sweetheart című slágere is (The Charleston Chasers együttes). Az Ida, Sweet as Apple Cider című dalával novemberben a slágerlisták 1. élére került és milliós üzleti sikert aratott.
Red Nichols játszott Dick McDonough-val, Jimmy Dorsey-val, Miff Molelal, Vic Bertonnal és másokkal is. Zenésztárs volt Benny Goodman, Jack Teagarden, Glenn Miller, Pee Wee Russell, Joe Venuti, Eddie Lang, Adrian Rollini, Gene Krupa, The Little Ramblers, Sam Lanin mellett is. Részt vett George Gershwin Strike Up the Band című musicaljének új verziójának premierjén a New York-i Broadway-n. A címadó dal 7. helyezést érte el a Billboard Top 30-on.
A következő három évtizedben stúdió- és Broadway-zenekarokat vezényelt, és számos rádió- és televízióműsorban szerepelt.
Életéről erősen idealizáló film készült 1959-ben Danny Kaye-jel a főszerepben (The Five Pennies).

## Albumok
- Red Nichols Classics. Volume One (1943)
- Red Nichols Classics. Volume Two (1946)
- Jazz Time (1950)
- Hot Pennies (1956)
- In Love With Red (1956)
- Red Nichols and His Five Pennies (1957)
- Parade of the Pennies (1958)
- Meet the Five Pennies (1959)
- Dixieland Supper Club (1962)
- Sessions, Live (1976)

## Díjak
- 1986: Big Band and Jazz Hall of Fame(wd)

## Filmek
- Red Nichols az IMDb-n